# Liam Ohgren
Liam Öhgren (né le 28 janvier 2004 à Stockholm en Suède) est un joueur suédois de hockey sur glace. Il évolue à la position d'attaquant.

## Biographie

### Carrière junior
Öhgren commence sa carrière junior avec le Huddinge IK en 2018-2019. Il dispute une rencontre en ligue régionale avec l'équipe des moins de 16 ans.
Il participe au tournoi TV-Pucken en 2019-2020, représentant sa région, Stockholm Syd. Ils terminent à la 3e place du groupe C, ne parvenant pas à se qualifier pour la phase à élimination directe.
Pour la saison 2019-2020, il se joint au Djurgården IF. Avant que la saison ne soit interrompue par la Pandémie de Covid-19, il parvient à se qualifier pour la deuxième phase de groupe du championnat national avec les moins de 16 ans et il aide les moins de 18 ans à être en tête de la division nord du championnat national. La saison 2020-2021 est, elle aussi, arrêtée en cours à cause de la pandémie. Il dispute seulement 8 rencontres avec les moins de 18 ans dans le championnat régional élite et 8 matchs avec les moins de 20 ans dans le Championnat de Suède de hockey sur glace junior.
Lors de la saison 2021-2022, il évolue principalement pour l'équipe moins de 20 ans, récoltant 58 points en 30 matchs de saison régulière. Il participe aux séries éliminatoires avec les moins de 18 ans, les aidant à remporter la médaille d'or et l'équipe des moins de 20 ans à terminé vice-champion, remportant la médaille d'argent. Il est également désigné comme le meilleur attaquant du championnat.

### En club
Öhgren commence sa carrière professionnelle avec le Djurgården IF en SHL, lors de la saison 2021-2022. Il dispute son premier match le 30 septembre 2021, lors d'une défaite 1-3 face au Leksands IF. Il obtient son premier point, une passe, le 2 octobre 2021, lors d'une défaite 2-4 face au Växjö Lakers HC. Il marque son premier but le 30 octobre 2021, lors d'une défaite 2-3 face au Rögle BK.
En prévision du repêchage de 2022, la centrale de recrutement de la LNH le classe au 8e rang des espoirs européens chez les patineurs. Le 8 juillet 2022, il est sélectionné au 19e rang par le Wild du Minnesota.

### En équipe nationale
Öhgren représente la Suède, lors du Championnat du monde moins de 18 ans en 2022, il est le capitaine de sa formation et remporte la médaille d'or.

## Statistiques

### En club
| Saison    | Équipe            | Ligue           |    | Saison régulière | Saison régulière | Saison régulière | Saison régulière | Saison régulière |   | Séries éliminatoires | Séries éliminatoires | Séries éliminatoires | Séries éliminatoires | Séries éliminatoires |
| Saison    | Équipe            | Ligue           | PJ | B                | A                | Pts              | Pun              | PJ               | B | A                    | Pts                  | Pun                  |                      |                      |
| 2018-2019 | Huddinge IK M16   | J16 Division 1  | 1  | 1                | 0                | 1                | 2                | -                | - | -                    | -                    | -                    |                      |                      |
| 2019-2020 | Djurgården IF M16 | J16 Division 1  | 2  | 0                | 4                | 4                | 0                | 5                | 8 | 8                    | 16                   | 25                   |                      |                      |
| 2019-2020 | Djurgården IF M16 | J16 SM          | 3  | 11               | 3                | 14               | 0                | -                | - | -                    | -                    | -                    |                      |                      |
| 2019-2020 | Djurgården IF M18 | J18 Elit        | 21 | 9                | 6                | 15               | 4                | -                | - | -                    | -                    | -                    |                      |                      |
| 2019-2020 | Djurgården IF M18 | J18 Allsvenskan | 11 | 4                | 4                | 8                | 0                | -                | - | -                    | -                    | -                    |                      |                      |
| 2019-2020 | Stockholm Syd     | TV-Pucken       | 5  | 6                | 2                | 8                | 6                | -                | - | -                    | -                    | -                    |                      |                      |
| 2020-2021 | Djurgården IF M18 | J18 Region      | 8  | 5                | 8                | 13               | 2                | -                | - | -                    | -                    | -                    |                      |                      |
| 2020-2021 | Djurgården IF M20 | J20 Nationell   | 8  | 4                | 2                | 6                | 0                | -                | - | -                    | -                    | -                    |                      |                      |
| 2021-2022 | Djurgården IF M18 | J18 Nationell   | -  | -                | -                | -                | -                | 4                | 5 | 4                    | 9                    | 2                    |                      |                      |
| 2021-2022 | Djurgården IF M20 | J20 Nationell   | 30 | 33               | 25               | 58               | 6                | 6                | 2 | 4                    | 6                    | 4                    |                      |                      |
| 2021-2022 | Djurgården IF     | SHL             | 25 | 1                | 1                | 2                | 6                | -                | - | -                    | -                    | -                    |                      |                      |
| 2022-2023 | Djurgården IF     | Allsvenskan     | 36 | 11               | 9                | 20               | 2                | 17               | 8 | 5                    | 13                   | 4                    |                      |                      |
| 2023-2024 | Färjestad BK      | SHL             | 26 | 12               | 7                | 19               | 12               | 4                | 0 | 0                    | 0                    | 0                    |                      |                      |
| 2023-2024 | Wild de l'Iowa    | LAH             | 3  | 0                | 0                | 0                | 0                | -                | - | -                    | -                    | -                    |                      |                      |
| 2023-2024 | Wild du Minnesota | LNH             | 4  | 1                | 1                | 2                | 0                | -                | - | -                    | -                    | -                    |                      |                      |

### En équipe nationale
| Année     | Équipe         | Compétition                          |   | PJ | B | A | Pts | Pun       |  | Résultat |
| 2016-2017 | - 13 ans       | WSI U13                              | 6 | 2  | 2 | 4 | 0   |           |  |          |
| 2019-2020 | - 16 ans       | Saison international                 | 3 | 1  | 4 | 5 | 0   |           |  |          |
| 2021      | Suède - 18 ans | Coupe Hlinka-Gretzky                 | 5 | 4  | 3 | 7 | 0   | 3e place  |  |          |
| 2021-2022 | Suède - 18 ans | Saison international                 | 5 | 4  | 3 | 7 | 0   |           |  |          |
| 2021-2022 | Suède - 20 ans | Saison international                 | 3 | 1  | 2 | 3 | 0   |           |  |          |
| 2022      | Suède - 18 ans | Championnat du monde moins de 18 ans | 6 | 3  | 6 | 9 | 2   | 1re place |  |          |
| 2023      | Suède - 20 ans | Championnat du monde junior          | 7 | 2  | 0 | 2 | 0   | 4e place  |  |          |

## Trophées et honneurs personnels

### Coupe Hlinka-Gretzky
- 2021-2022 : médaille de bronze avec la Suède.

### J18 Nationell
- 2021-2022 : médaille d'or avec le Djurgården IF.

### J20 Nationell
- 2021-2022 : médaille d'argent avec le Djurgården IF. Il est désigné comme meilleur attaquant du championnat.

### Championnat du monde moins de 18 ans
- 2021-2022 : médaille d'or avec la Suède. Il est désigné sur l'équipe d'étoiles du tournoi.